# Ridge Racer Draw & Drift
Ridge Racer Draw & Drift es un videojuego de carreras desarrollado por Old Skull Games y publicado por Bandai Namco Entertainment Europe para iOS y Android. Es un juego derivado de la serie Ridge Racer. Fue lanzado el 20 de octubre de 2016.

## Jugabilidad
A diferencia de las entregas anteriores, en este título, los jugadores tienen que dibujar/trazar un camino específico antes y tocar la pantalla en ciertos puntos de la carrera para ejecutar el derrape, similar a Drift Spirits, el juego de carreras de derrape de Bandai Namco.

### Modos de juego
El modo de carrera principal ahora se denomina "Ridge Racer World Cup", ambientado en Ridge City. Reiko Nagase regresa para la serie, pero no como la reina de las carreras, sino como la mánager del jugador.
Además de la Ridge Racer World Cup, también está disponible un evento paralelo denominado "Legend League" si el jugador ha alcanzado un cierto nivel. La liga está coordinada por Jin Kazama, quien también se desempeña como jefe.

#### Derrape y controles
El derrape ahora se ejecuta en zonas específicas marcadas en verde y blanco. La franja blanca en la zona de derrape indica el "derrape perfecto". Los derrapes ahora se califican según el tiempo de reacción del jugador. Su automóvil también acelera automáticamente, lo que significa que no tendrá que sostener la pantalla durante mucho tiempo.